# Elizabeth de Burgh, 4. Countess of Ulster
Elizabeth de Burgh, 4. Countess of Ulster (* 6. Juli 1332 auf Carrickfergus Castle, Irland; † 10. Dezember 1363 in Dublin) war eine anglo-irische Adlige.
Elizabeth war das einzige Kind aus der Ehe von William de Burgh, 3. Earl of Ulster und von Matilda of Lancaster. Ihr Vater wurde im Juni 1333 in Irland ermordet, worauf ihre Mutter, die einer Nebenlinie des englischen Königshauses entstammte, mit der kleinen Elizabeth nach England floh. Elizabeth war die Erbin des Titels Countess of Ulster sowie der umfangreichen Ländereien der Familie de Burgh. Weite Teile dieser Besitzungen, vor allem die im nordirischen Ulster, fielen nach dem Tod ihres Vaters jedoch in die Hände von irischen Rebellen. Die junge Elizabeth wurde am 15. August 1342 im Tower of London mit Lionel of Antwerp, einem jüngeren Sohn des englischen Königs Eduard III., verheiratet, die Ehe wurde 1352 vollzogen. Als 1360 ihre Großmutter väterlicherseits Elizabeth de Clare starb, erbte Elizabeth weitere Besitzungen in Irland, England und Wales. Ihr Mann Lionel wurde daraufhin als Besitzer weiter Teile der Ländereien der Familie Clare am 13. November 1362 zum Duke of Clarence erhoben. Bereits am 1. Juli 1361 war Lionel zum Royal Lieutenant of Ireland ernannt worden, wo er versuchte, die englische Herrschaft über die verlorenen Gebiete wiederherzustellen. Elizabeth ging mit ihm nach Irland, starb aber bereits 1363 in Dublin. Ihr Leichnam wurde auf Kosten der Krone nach England überführt und in Clare Priory in Suffolk, der traditionellen Begräbnisstätte der Familie Clare beigesetzt.
Mit ihrem Mann Lionel of Antwerp hatte sie eine Tochter, Philippa of Clarence, 5. Countess of Ulster (1355–1382), die Erbin ihres Titels und ihrer Besitzungen wurde.